# Rolv Wesenlund

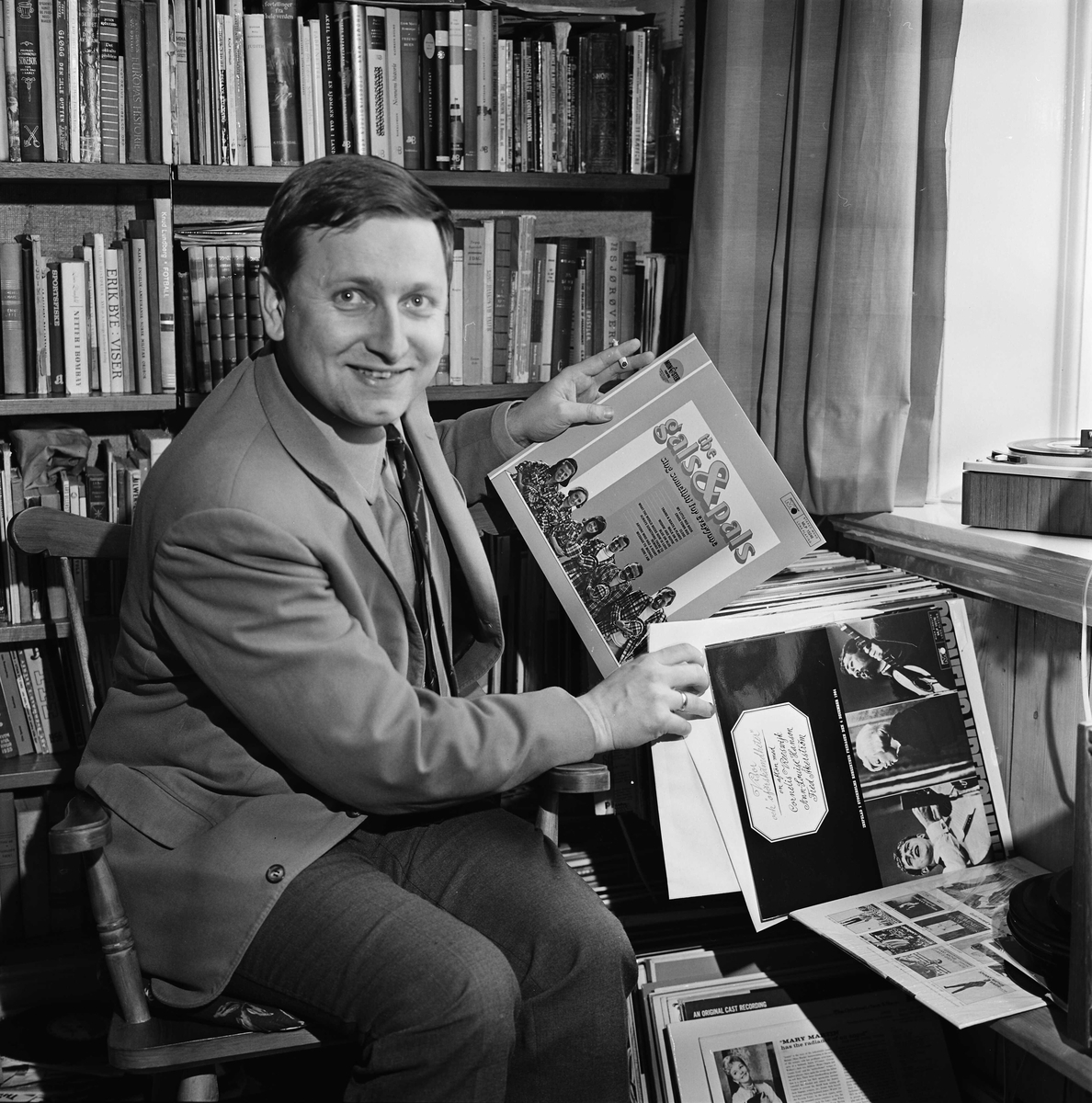
Rolv Wesenlund en 1967.

Rolv Helge Wesenlund (17 de septiembre de 1936 - 18 de agosto de 2013) fue un cómico, cantante, clarinetista, escritor y actor noruego.
Wesenlund fue más famoso por haber interpretado el personaje principal en las películas Bør Borson, Bør Borson II, y la serie de televisión Fleksnes Fataliteter. Fleksnes es la comedia escandinava más popular en la historia, con un gran número de aficionados en Suecia, Dinamarca y Noruega. El espectáculo era principalmente una adaptación de la serie británica Hancock's Half Hour.

## Filmografía
- 2002 Fleksnes 1 - Jubileumsutgave (Fleksnes Fataliteter), «Marve Fleksnes»
- 1997 Og takk for det - Wesensteen
- 1994 Fredrikssons fabrikk - The Movie, «Nilsen»
- 1992 Ute av drift, «Reidar Willien»
- 1990 Camping
- 1985 Deilig er fjorden, «Terje Svahberg»
- 1982, 1976, 1974, 1972 Fleksnes Fataliteter
- 1982 Henrys bakværelse, «Kunde 1»
- 1982 Olsenbandens aller siste kupp, «Inspektøren»
- 1981 Den grønne heisen, «Fredrik Borkmann»
- 1981 Göta Kanal - eller hvem dro ut proppen? (orig. Göta Kanal - eller vem drog ur proppen?), «Nordmannen Ole»
- 1981 Seks barn på flukt (orig. Barna från Blåsjöfjället), «Norsk sjåfør»
- 1978 Firmaskogturen (orig. Firmaskovturen)
- 1978 Picassos eventyr (orig. Picassos äventyr...tusen kärleksfulla lögner)
- 1976 Bør Børson II, «Bør Børson»
- 1974 Bør Børson jr., «Bør Børson jr.»
- 1974 Den siste Fleksnes, «Marve Fleksnes»
- 1974 Ungen «Gjendøperen»
- 1972 Kjære Husmor
- 1972 Ture Sventon - Privatdetektiv, «Muhammed»
- 1972 Skärgårdsflirt, «Karl-Johan in Swedish TV-play,1972 by Gideon Wahlberg»
- 1972 Norske byggeklosser, multiple roles
- 1970 Douglas, «Douglas»
- 1969 Tipp topp - Husmorfilmen høsten 1969
- 1968 Mannen som ikke kunne le
- 1967 Jungelboka (orig. The Jungle Book)
- 1967 Liv
- 1966 How I Became an Art Collector Without Really Trying
- 1966 Hurra for Andersens!, «Hermansen»